# Jezioro Leśne (województwo zachodniopomorskie)
Jezioro Leśne – jezioro polodowcowe typu rynnowego, leżące na północ od osady leśnej Trzeszcze, w południowo-zachodniej części województwa zachodniopomorskiego. Wchodzi w skład Pojezierza Myśliborskiego.
Jezioro z racji znajdowania się w rynnie polodowcowej jest długie i wąskie, o dość dobrze rozwiniętej linii brzegowej. Oś jeziora biegnie z południowego zachodu na północny wschód, łamiąc się i zmieniając kierunek na wschód i dalej na południowy zachód.
Jezioro obfituje w ryby. W typologii rybackiej jest to jezioro sielawowe, ale występują tam również leszcz, szczupak i płoć.